# CORE Autosport
CORE Autosport est une équipe américaine de sport automobile fondée en 2010 par Jon Bennett. Elle a participé à différentes compétitions automobiles aux États-Unis et est basée à Rock Hill, en Caroline du Sud.

## American Le Mans Series

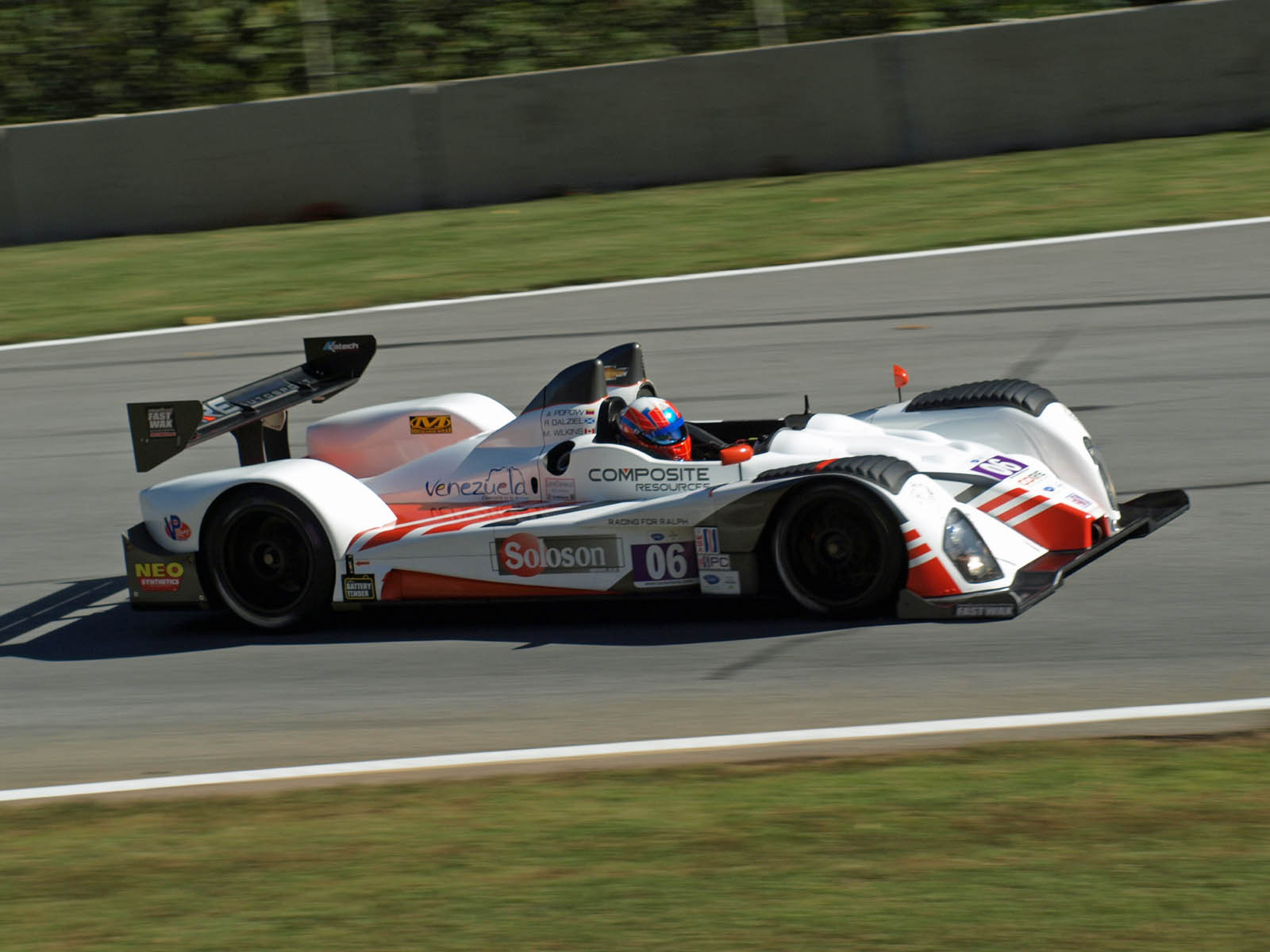
CORE Autosport aux Petit Le Mans 2012.

En 2011, l'écurie a participé pour la première fois à l'American Le Mans Series dans la catégorie LMP Challenge avec deux Oreca FLM09. Au volant de la no 5, il y avait le propriétaire de l'écurie Jon Bennett et Frankie Montecalvo. Pour la no 06, il y avait Ricardo González et Gunnar Jeannette. En dépit d'une concurrence acharnée, l'écurie est parvenue à avoir de bonnes performances régulières durant la saison et en deux occasions, a réussi à gagner deux victoires de catégorie. Pour Cette première saison, l'équipage Ricardo González et Gunnar Jeannette a remporté le titre de champion par équipe d'un point ainsi que le titre pilote pour la catégorie LMP Challenge.
Pour la saison 2012, l'écurie allait une nouvelle fois aligner deux Oreca FLM09 dans la catégorie LMP Challenge. Pour cette saison, la voiture no 05 a été conduite par Jon Bennett et Colin Braun tandis que la no 06 sera aux mains d'Alex Popow et de Ryan Dalziel. Cette saison sera dominée par l'écurie Core Autosport. En remportant 8 victoires de classe sur les 10 courses de la saison, dont des victoires aux 12 Heures de Sebring et aux Petit Le Mans, l'écurie remporta son deuxième titre de champion par équipes et termina 1re et 2e du Championnat Pilotes de la catégorie LMP Challenge.
La saison 2013 aura été une saison de transition pour l'écurie CORE Autosport. Jon Bennett et Colin Braun allaient poursuivre leur association sur l'Oreca FLM09 no 05 dans la catégorie LMP Challenge, mais ils seront rejoint par une Porsche 911 GT3-RSR pilotée par Tom Kimber-Smith et le pilote d'usine Porsche Patrick Long dans la catégorie GT à partir de la troisième manche de la saison. La voiture no 05 a terminé la saison avec une victoire à Long Beach et une autre au Canadian Tire Motorsports Park. L'écurie a terminé avec 3 points d'avance sur le BAR1 Motorsports et a remporté le Championnat par Équipes. Jon Bennett termina 3e au Championnat Pilotes.
En 2020, en raison de la pandémie de maladie à coronavirus, le constructeur Américain renonce à s'engager pour cette édition des 24 Heures du Mans, initialement prévue les 13-14 juin, toutefois reportée aux 19-20 septembre.

## WeatherTech SportsCar Championship

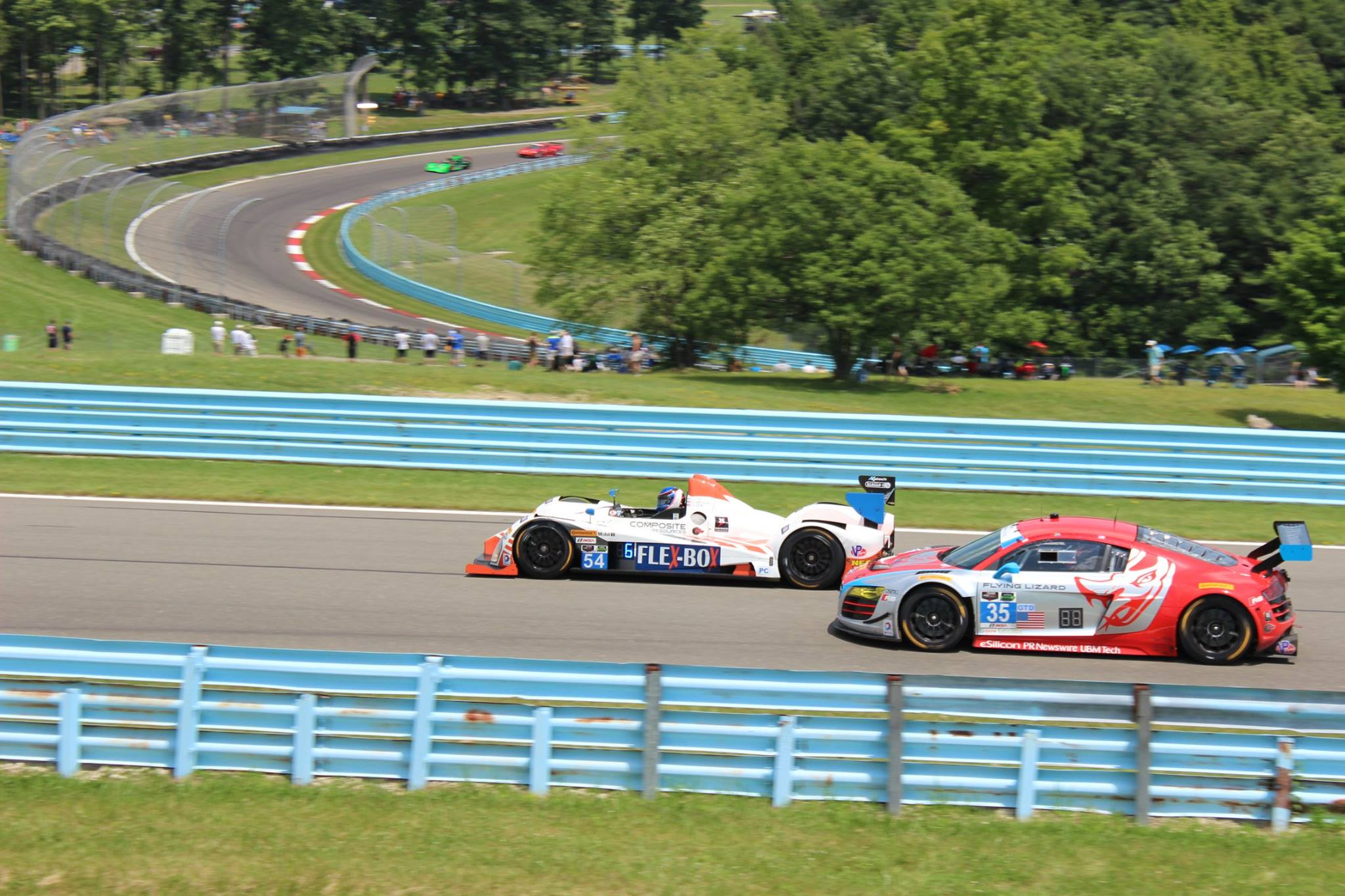
Core Autosport aux 6 Heures de Watkins Glen 2014

Pour 2014, le CORE Autosport, en plus de son programme LMP Challenge, s'est associé avec Porsche Motorsport North America pour faire rouler deux Porsche 911 RSR sous le nom de Porsche North America dans le cadre du WeatherTech SportsCar Championship. Les pilotes pour la saison pour la première voiture ont été Patrick Long et le nouveau pilote d'usine Porsche Michael Christensen, tandis que sur la seconde voiture, nous avons retrouvé Nick Tandy et Richard Lietz. Patrick Pilet et Joerg Bergmeister ont rejoint ces équipages pour l'ouverture de la saison aux 24 Heures de Daytona.
CORE Autosport a remporté les 24 Heures de Daytona avec Colin Braun, Jon Bennett, Mark Wilkins (en) et James Gue en LMP Challenge, tandis que la Porsche 911 de Nick Tandy, Richard Lietz et Patrick Pilet a remporté la catégorie GT Le Mans. L'écurie remporta cette année-là les championnats LMP Challenge pilotes, écurie et le Tequila Patrón North American Endurance Cup. La collaboration de CORE autosport avec Porsche North America a permis à Porsche de remporter le Championnat des constructeurs GTLM 2014. La porche no 912 conduite par Patrick Long et Michael Christensen ont également remporté la Tequila Patrón North American Endurance Cup dans la catégorie GTLM.

CORE Autosport de nouveau remporté le championnat Prototype Challenge Equipes et les championnats pilotes en 2015 avec Jon Bennett et Colin Braun, ce qui en fait cinq titres consécutifs de l'écurie dans la catégorie LMP Challenge. Porsche North America, avec les pilotes Patrick Pilet, Nick Tandy et Richard Lietz ont remporté le Championnat par équipe GTLM, grâce notamment à une victoire historique de la no 911 au Petit Le Mans,. Porsche North America remporta une nouvelle fois le championnat GTLM, tandis que Patrick Pilet remporta le championnat des pilotes GTLM (parce que son copilote Nick Tandy a manqué deux manches pour participer au Championnat du Monde d'Endurance et aux 24 Heures du Mans, il n’a pas partagé le titre),.
Pour 2017, le CORE Autosport, avec la fin de la catégorie LMP Challenge proche, participa aux WeatherTech SportsCar Championship dans la catégorie GTD avec une Porsche 911 GT3 R. Pour la première épreuve de la saison, les 24 Heures de Daytona, l'équipage de la voiture sera composé de Jon Bennett, Colin Braun, Nic Jonsson et Patrick Long,.

Après une année en catégorie GTD, le CORE Autosport pris la décision de revenir en Prototype, catégorie que l'écurie a fréquenté depsuis ses débuts en 2010. L'écurie pris alors la décision de revenir vers son premier partenaire dans cette discipline, Oreca, et annonça sa participation au prochain championnat avec une Oreca 07. Pour son retour en Prototype, Jon Bennett et Colin Braun seront épaulés pour les 24 Heures de Daytona par deux pilotes expérimentés en Endurance, les deux français Romain Dumas et Loïc Duval. Le choix a été judicieux car après de bonnes performances aux essais de pré-saison, le CORE Autosport réalise sa meilleure performance au classement général des 24 Heures de Daytona en finissant à une belle 3e place.

## Pilotes
- Jon Bennett
- Jörg Bergmeister
- Colin Braun
- Michael Christensen
- Ryan Dalziel
- Romain Dumas
- Loïc Duval
- Ricardo González
- James Gue
- Gunnar Jeannette
- Nic Jönsson
- Tom Kimber-Smith
- Richard Lietz
- Patrick Long
- Frankie Montecalvo
- Patrick Pilet
- Alex Popow
- Nick Tandy
- Mark Wilkins (en)